# Thengampudur
Thengampudur (o Thengamputhur, Thenghamputhur) è una suddivisione dell'India, classificata come town panchayat, di 12.669 abitanti, situata nel distretto di Kanyakumari, nello stato federato del Tamil Nadu. In base al numero di abitanti la città rientra nella classe IV (da 10.000 a 19.999 persone).

## Geografia fisica
La città è situata a 08° 07' 25 N e 77° 26' 24 E.

## Società

### Evoluzione demografica
Al censimento del 2001 la popolazione di Thengampudur assommava a 12.669 persone, delle quali 6.319 maschi e 6.350 femmine. I bambini di età inferiore o uguale ai sei anni assommavano a 1.253, dei quali 647 maschi e 606 femmine. Infine, coloro che erano in grado di saper almeno leggere e scrivere erano 10.161, dei quali 5.207 maschi e 4.954 femmine.